# Metroid (серия игр)
Metroid (яп. メトロイド Мэторойдо) — серия компьютерных игр в жанре action-adventure, выпускаемая японской компанией Nintendo. Эти игры, начиная с Metroid (1986), выпускались на собственных игровых приставках Nintendo на протяжении более чем 30 лет. Наряду с серией Castlevania Metroid образует один из столпов поджанра метроидвания, основанного на постепенном нелинейном исследовании большого связного мира, новые части которого открываются по мере получения игровым персонажем новых способностей. Хотя большинство игр серии показывает происходящее в виде сайд-скроллера с видом сбоку, подсерия Metroid Prime совмещает основные принципы метроидвании с характерным геймплеем шутера от первого лица.
Игры серии Metroid, более серьёзные и мрачные по сравнению с другими популярными сериями Nintendo, такими, как игры о Марио или Legend of Zelda, описывают вымышленную вселенную в духе научной фантастики, изначально во многом вдохновлявшуюся серией «Чужой». Игрок управляет героиней по имени Самус Аран, космической охотницей за головами; её частыми противниками в играх являются инопланетные существа — «космические пираты» и вынесенные в название серии «метроиды», неразумные, но крайне опасные создания. Помимо собственно игр серии, отдельно выпускались музыкальные альбомы с саундтреками к играм, комиксы и манга по мотивам игр.

## Темы
Игры серии проходят в одной вымышленной вселенной. Их объединяют большинство главных персонажей, сеттинг и основные элементы игрового процесса, с несколькими исключениями.

### Места и персонажи
Героиня, Самус Аран — галактический охотник за головами. Она одета в исключительно мощный и приспособляемый экзоскелет, созданный древней расой Чозо. Улучшения для костюма, собранные за время прохождения, не переносятся в следующую часть игры, поэтому в каждой части их необходимо собирать заново.
Метроиды — большие желеобразные хищные существа с четырьмя клеточными ядрами. Они могут высасывать жизненную энергию из любого живого организма, в процессе чего жертва обычно гибнет. Metroid II представляет пятистадийный жизненный цикл, в котором Метроиды проходят две стадии отшелушивания, а потом две стадии мутации. Таким образом они созревают в течение четырёх ранее неизвестных форм: Альфа, Гамма, Зета и Омега. Metroid Prime представляет две новые, мутированные Фазоном (Phazon), формы: Метроид-охотник, умеющий высасывать энергию на расстоянии; и Делящийся Метроид, который делится в два новых делящихся метроида (со слабостью к тому или иному виду оружия) после потребления определённого количества энергии. Metroid Prime 2: Echoes имеет мутированный Фазоном подвид — Tallon Metroid. Вместо высасывания всей жизненной энергии из жертвы, они питаются Фазоном. Под действием Фазона они вырастают во взрослый вид.
Главными злодеями многих игр серии являются Космические Пираты. Их главным боссом на планете Zebes (Зебес) являлась Mother Brain (Материнский Мозг). Kraid (Крейд) появляется в виде важного босса в Metroid, Metroid: Zero Mission и Super Metroid. Ridley (Ридли), лидер службы безопасности Космических Пиратов — наиболее важный элемент: он появляется в Metroid, Super Metroid, Metroid Fusion, Metroid Prime, и дважды — в Metroid: Zero Mission. Организация также включает в себя крылатых богомолоподобных существ, KiHunter. Космические Пираты очень заинтересованы в исследовании метроидов, особенно в их использовании в качестве генераторов энергии или как солдат. Их эксперименты с Фазоном создали все подвиды метроидов, встречающихся в серии Prime.

### Игровой процесс
Игровой процесс всей серии игр вращается вокруг Самус Аран, собирающей предметы или улучшения, дающие ей возможности преодолевать препятствия. Многие предметы, с небольшими модификациями, появляются во всех играх серии. Среди таких вещей есть, например, Морфошар (Morph Ball, или Maru Mari в первой игре серии), который даёт Самус способность сворачиваться клубком, что позволяет проникать в узкие проходы, а также устанавливать бомбы.
Главные враги в играх серии поделены на две группы: боссы и финальные боссы. Каждая игра содержит несколько боссов, которых можно встретить в больших комнатах, закрывающихся после того, как игрок войдёт внутрь. После удачного исхода боя комнаты открываются, позволяя проходить игру дальше. Финальные боссы находятся в конце игры. Бой с ними похож на бой с обычными боссами, и заканчивается он отсчётом времени, в течение которого Самус должна успеть добежать до своего корабля.
В большинстве игр серии Крейд и Ридли появляются в виде боссов, и Материнский Мозг иногда появляется в виде финального босса. В некоторых играх Метроид, в одной из своих форм, может встретиться в роли босса, а иногда даже в виде финального босса. Модель боя боссов и финальных боссов стандартизована, однако в серии встречаются и исключения.

### Эволюция повествования
В то время как большинство разработок Nintendo оставались в рамках своего естественного развития («повествовательный» стиль), переход серии Metroid в третье измерение знаменовал собой значительную перемену.
Первые три игры серии предоставляли мало повествования: вступительный ролик и документация, прилагаемая к картриджу. С выпуском Metroid Prime серия приобрела куда более детальное описание сюжета, представляющее собой уникальную систему. Использование Сканирующего Визора позволяло Самус обнаруживать информацию о своих врагах, историю окружающего мира и другие возможности. Но стиль игры представлял всё это необязательным: игрок мог как погрузиться в море даваемой информации, так и игнорировать её, играя в игру так же, как и в предыдущих частях.
Этот метод повествования передался, и даже улучшился, в Metroid Prime 2: Echoes. Можно свободно предположить, что этот новый стиль стал стандартом де-факто для игр серии Metroid, или, как минимум, для трёхмерных видов игры.

## История выпусков

Нелинейность, как отличительная черта серии, была реализована ещё в самой первой части.

| Название игры                   | Дата выхода | Платформа             |
| ------------------------------- | ----------- | --------------------- |
| Metroid                         | 1986        | NES                   |
| Metroid II: Return of Samus     | 1991        | Game Boy              |
| Super Metroid                   | 1994        | SNES                  |
| Metroid Prime                   | 2002        | Nintendo GameCube     |
| Metroid Fusion                  | 2002        | Game Boy Advance (SP) |
| Famicom Mini: Metroid           | 2004        | Game Boy Advance (SP) |
| Metroid: Zero Mission           | 2004        | Game Boy Advance (SP) |
| Metroid Prime 2: Echoes         | 2004        | Nintendo GameCube     |
| Metroid Prime Pinball           | 2005        | Nintendo DS           |
| Metroid Prime Hunters           | 2006        | Nintendo DS           |
| Metroid Prime 3: Corruption     | 2007        | Nintendo Wii          |
| Metroid Prime: Trilogy          | 2009        | Nintendo Wii          |
| Metroid: Other M                | 2010        | Nintendo Wii          |
| Metroid Prime: Federation Force | 2016        | Nintendo 3DS          |
| Metroid: Samus Returns          | 2017        | Nintendo 3DS          |
| Metroid Dread                   | 2021        | Nintendo Switch       |
| Metroid Prime Remastered        | 2023        | Nintendo Switch       |
| Metroid Prime 4: Beyond         | 2025        | Nintendo Switch       |

Неофициальные
| Название игры        | Дата выхода | Платформа               | Комментарии                                                                             |
| -------------------- | ----------- | ----------------------- | --------------------------------------------------------------------------------------- |
| Project AM2R         | 2016        | Windows, Linux, Android | Фанатский ремейк Metroid II: Return of Samus, который в свою очередь вышел на GameBoy.  |
| Metroid - Rogue Dawn | 2017        | NES                     | Приквел к оригинальной игре Metroid, выпущенной в 1986 году. Хак оригинального Metroid. |

## Серия
Оригинальный Metroid был выпущен на NES в 1986 году, представив миру персонажа Самус Аран (персонаж женского пола, что в те времена было необычно. В действительности, в рекламе и инструкции говорилось, что Самус — мужчина, для того, чтобы удивить игроков, когда правда обнаружится) и других персонажей, которые появлялись в продолжениях игры. В мире лабиринтов, где игрок мог сам выбирать, в какую сторону двигаться, было заметно, что игра — одна из первых на домашней приставке, что позволяли проходить их нелинейно. Из-за того, что для прохождения игры требовалось много времени, была создана система паролей, что позволяло игроку прерваться и продолжить игру позже. Metroid была одной из первых игр, предоставляющих такую возможность. Версия для Famicom Disk System, а также последующие игры серии, позволяли сохраняться, в слотах карты памяти. Игра была одной из самых популярных в эру NES.
Первый сиквел Metroid II: Return of Samus был выпущен в 1991 году на портативной игровой консоли Gameboy. В отличие от Metroid, главной целью было не собирание предметов, а обнаружение и уничтожение метроидов. Metroid II дал серии новый набор оружия и предметов, а также раскрыл некоторые детали насчёт сущности метроидов. Хотя начальные обзоры давали игре положительные оценки, игра не стала такой же популярной, как предшественник или последователи, возможно из-за чёрно-белой графики и сравнительно линейного игрового процесса.
Третья игра серии, Super Metroid, была выпущена на SNES в 1994 году. Стиль игры вернулся к тому, что был в первой части, однако, арсенал предметов ещё более расширился. Действие Super Metroid происходит на той же планете, что и в оригинальной игре, но с помощью возможностей SNES (а также довольно большого картриджа в 24 мегабита) предоставляя более обширную и разнообразную окружающую среду, а также более подробное описание сюжета, нежели это было в предыдущих частях. Super Metroid была одной из самых популярных игр на SNES. Она получала хвалебные отзывы о графике, звуке и размере. Она оставалась популярной, часто занимая верхние позиции в списках «игр всех времён», включая первое место в Electronic Gaming Monthly.

Metroid Prime внёс в серию игр трёхмерность.

В 2000 году Nintendo анонсировала разработку новой игры Metroid для консоли нового поколения GameCube, разработку вела студия Retro Studios. Параллельно также разрабатывалась портативная игра для Gameboy Advance. Обе игры были выпущены в 2002 году. Версия для GameCube получила название Metroid Prime, портативная версия — Metroid Fusion. Metroid Fusion продолжала сюжетную линию серии, в то время как время действия Metroid Prime происходило между двумя первыми частями игры. Выпущенные почти одновременно, игры представляли следующие возможности: игроки, прошедшие Fusion, могли играть в Prime в новом костюме — Fusion Suit; а также позволяло играть в оригинального Metroid, появляющегося в виде дополнения.

В Metroid Fusion использовался кинематографический стиль

Хотя Prime и был широко разрекламирован, перед его выпуском возникало множество споров. Первая игра, Metroid, помещённая в трёхмерный мир, использующая вид от первого лица — некоторые беспокоились, что игра не сможет сохранить те качества, что ассоциировались с тремя первыми играми серии. Хотя до этого Nintendo перевела в трёхмерность два своих величайших достижения, выпустив Super Mario 64 и The Legend of Zelda: Ocarina of Time, опасения были усилены тем, что Prime создавался сторонними разработчиками, вместо внутренней команды Nintendo. Некоторые заранее жаловались, что игра станет подобием Halo, шутером в стиле «беги и стреляй». Nintendo отозвалась на это тем, что говорила о Metroid Prime исключительно как о «приключении от первого лица».
Когда игра была выпущена, большинство журналистов и фанатов нашли, что Prime сохранила и развила тему и игровой процесс предыдущих частей. Игра попала в число «игр всех времён» среди игровых критиков. Fusion наоборот стала непопулярной среди некоторого числа фанатов, из-за необычного для серии линейного игрового процесса. Другие же хвалили игру за её кинематографическое качество.
После Prime и Fusion выпуски новых частей участились. Второй игрой серии для Gameboy Advance стала Metroid: Zero Mission, разработанная Nintendo и выпущенная в 2004 году. Это был улучшенный ремейк, пересказывающий оригинальный Metroid. Игра содержала места и элементы игрового процесса как из предыдущих игр, так и совершенно новые. История проливала немного больше света на сущность персонажа Самус Аран, чем оригинальный Metroid.
Игра для GameCube, Metroid Prime 2: Echoes, была также выпущена в 2004 году, и также разрабатывалась Retro Studios. Это приключение от первого лица в стиле первого Prime, но с новым обустройством: концепцию светлого и тёмного миров, несколько напоминая этим The Legend of Zelda: A Link to the Past, но в терминах разных измерений, нежели магических миров.
Metroid Prime Pinball — пинбол для Nintendo DS, сильно отклоняется от предыдущих выпусков игры. Хотя она и не является частью официальной временной линии, игра заимствует много истории и графических элементов из серии Prime.
Metroid Prime: Hunters, ещё одна игра серии, вышедшая на Nintendo DS — первая (и единственная) трёхмерная игра Metroid на этой портативной приставке. Демоверсия, названная Metroid Prime Hunters: First Hunt была выпущена с первой поставкой Nintendo DS, и содержала следующие варианты игры: Regulator, Morph Ball, Survivor, и multiplayer. Выпуск финальной версии в США был назначен на 20 марта 2006 года.
Metroid Prime 3 : Corruption, как и две предыдущие части, была разработана Retro Studios. Prime 3 была названа последней игрой в подсерии Prime. Она использует новые возможности приставки Wii, такие как контроллер Wiimote и Nunchuk. Nintendo проиллюстрировала, как Metroid Prime 3 будет работать с этим контроллером, при помощи модифицированной версии Metroid Prime 2: Echoes на Tokyo Game Show в 2005 году. Игра была выпущена в 2007 году. Спустя некоторое время в продажу поступила Metroid Prime: Trilogy для приставки Wii, в состав которой вошли все три части серии Prime, первая и вторая из которых были адаптированы под новое управление.
Metroid Dread была объявлена в номере журнала Game Informer за июнь 2005 года. Согласно модераторам интернет-форума Game Informer, игра разрабатывалась для Nintendo DS, а её история разворачивается после событий Metroid Fusion. Спустя 16 лет игра была анонсирована для консоли Nintendo Switch на E3 2021. Выпуск этой игры назначен на 8 октября 2021 года.
Metroid: Other M: игра серии появившаяся в 2010 году на приставке Nintendo Wii. Создана Nintendo и японской Team Ninja, эта игра является возвратом к истокам серии, так как больше не использует вид от первого лица. Впервые в серии управление главным персонажем осуществляется с помощью Wiimote в горизонтальном положении и без аксессуара «Nunchuk» : когда игрок держит Wiimote горизонтально, он играет «нормально», а также можно его держать вертикально и нацелиться на экран, таким образом игра возвращается в вид от первого лица и позволяет игроку стрелять из пушки ракетами и осматривать окружающую среду. Как всегда, в игре можно увеличить способности костюма силы Самус, но так как, согласно истории, у неё с начала игры все способности, она разблокирует их лишь когда Адам ей позволяет.
Metroid Prime: Federation Force кооперативный шутер от первого лица созданный Next Level Games для Nintendo 3DS. Эта игра — спин-офф к подсерии игр Metroid Prime, где игрок берёт роль Морпеха Галактической Федерации с схожими элементами геймплея из Metroid Prime Hunters. Также включает мультиплеерную игру на основе Футбола известная как Metroid Prime: Blast Ball.
На выставке E3 2017 Nintendo анонсировала игру Metroid Prime 4 для консоли Nintendo Switch. По данным Eurogamer, изначально игра разрабатывалась Bandai Namco Studios, однако Nintendo не была удовлетворена ходом работы над игрой. В 2019 году разработка игры была возобновлена под руководством студии Retro Studios, которая была разработчиком предыдущих игр серии Metroid Prime.

## Хронология
Хронология мира Metroid не совпадает с порядком выпуска игр. Согласно официальной временной линии Nintendo, игры идут в таком порядке:
1. Metroid — Самус получает от Галактической Федерации задание уничтожить всех метроидов на планете Зебес, которых пираты разводят для использования в качестве оружия, а также их предводителя — биомеханическую форму жизни Mother Brain (Материнский Мозг). Она пробирается по пещерам планеты, постепенно улучшая свой костюм при помощи оставленных Чозо артефактов, уничтожает двух монстров — Крейда и Ридли, разрушает базу пиратов и спасается за секунды до её самоуничтожения.
2. Metroid: Zero Mission — в ремейке оригинальной игры, после событий из Metroid Самус сбивает корабль Космических пиратов, и её судно совершает вынужденную посадку на поверхности планеты. Оказавшись без корабля и костюма, Самус вынуждена проникнуть на космический корабль пиратов, чтобы найти способ покинуть планету.
3. Metroid Prime — Самус получает сигнал бедствия с дрейфующего над орбитой планеты Таллон IV фрегата пиратов. Выяснив, что пираты используют мощную радиоактивную субстанцию, Фазон (англ. Phazon), для биологических экспериментов. Уничтожив один из вышедших из под контроля образцов, королеву паразитов, она летит на Таллон IV, чтобы вновь остановить пиратов. Она обнаруживает, что Чозо, древняя раса вырастившая этих существ, однажды населяла эту планету, и её исчезновение каким-то образом связано с источником фазона — метеоритом, за несколько десятков лет до этого столкнувшимся с планетой.
4. Metroid Prime: Hunters — эмпаты Федерации перехватили повторяющееся телепатическое послание, в котором сообщалось о неком источнике «Абсолютной Силы», который находится в дикой и неизученной части галактики Тетра, называемой Алимбийским скоплением. Самус получает заказ взять источник под контроль и передать силам Федерации или, в случае, если это не возможно — уничтожить его.
5. Metroid Prime 2: Echoes — космические пираты снова пытаются использовать Фазон, в этот раз на планете Эфир, мире, под воздействием Фазона разделившемся на светлое и тёмное измерения. Наёмницу преследует её злой двойник, Тёмная Самус, происхождение которой показано в одной из концовок Metroid Prime.
6. Metroid Prime 3: Corruption — действие на этот раз разворачивается в целой галактике. Космические пираты под руководством Тёмной Самус используют левиафаны, гигантские живые метеориты с семенами Фазона, для заражения планет. Вместе с другими наёмниками Федерации Самус оказывается заражённой Фазоном, и ей, борясь с его разрушительным действием, предстоит противостоять и пиратам, и Фазону который погубил отряд Пиратов.
7. Metroid II: Return of Samus — Самус летит на SR388, родную планету метроидов, чтобы уничтожить их полностью, кроме одного конкретного, привязавшегося к ней и оставленного для исследований.
8. Metroid: Samus Returns — ремейк предыдущей игры для портативной консоли Nintendo 3DS.
9. Super Metroid (Metroid 3) — учёные обнаружили, что способности метроидов можно использовать во благо цивилизации. Внезапно Самус получает сигнал бедствия из лаборатории, в которой исследуется единственный оставшийся метроид-личинка. Она подоспевает как раз к тому моменту, когда Ридли крадёт метроида. Затем Самус следует за Ридли на восстановленную базу Космических пиратов на планете Зебес, чтобы остановить новый их план по клонированию метроидов и использованию в качестве оружия. В финальной битве с Mother Brain бывший метроид-личинка, успевший вырасти до невообразимых размеров, ценой своей жизни спасает Самус.
10. Metroid: Other M — после событий Super Metroid, Самус победила Ридли, Крайда и Mother Brain. Путешествуя по космосу, наёмный охотник получает загадочное сообщение, которое её ведёт к заброшенной космической станции. Там, она встречает команду солдат Галактической Федерации, которой руководит знакомый Самус — Адам. Вместе они отправятся на поиск оставшихся в живых но подозревают, что в команде предатель.
11. Metroid Fusion (Metroid 4) — действуя как телохранитель для исследователей на планете SR388, Самус инфицируется существом, известным как икс-паразит. Эти микроорганизмы способны усваивать ДНК организма жертвы и имитировать его. Самус почти гибнет, но выживает после инъекции ДНК метроидов. Затем её посылают на космическую исследовательскую базу, чтобы разведать происходящие там беспорядки. На этой базе, Биологической Космической Лаборатории, учёные хранят остатки инфицированного костюма Самус, которые переработали икс-паразиты и образовали СА-икс, имитацию Самус в костюме с полным вооружением, который помогает одолеть Омега Метроида.
12. Metroid Dread (Metroid 5) — Галактическая Федерация получает видеопередачу из неизвестного источника, указывающую на то, что паразиты X все ещё живы. Они отправляют специальный блок из семи роботов EMMI (внепланетных многоформатных мобильных идентификаторов) в ZDR, источник передачи. Вскоре отряд исчезает, и Самус отправляется в ЗДР для расследования.

## Важные люди
Metroid, Metroid II: Return of Samus, Super Metroid, Metroid Fusion и Metroid: Zero Mission были разработаны внутренней командой Nintendo — R&D1 section. Metroid Prime с первой по третью часть подсерии разрабатывала сторонняя команда, Retro Studios. Metroid Prime: Hunters — NST, а Metroid Prime Pinball — Fuse Games.
Центральные фигуры в создании и разработке серии Metroid — Ёсио Сакамото — директор и супервизор разработки всех частей (кроме Metroid II); Гумпэй Ёкои до своей смерти в 1997 возглавлявший команду R&D1 и продюсировавший выпуск первых трёх частей игры; Макото Кано — директор и создатель сценариев первых трёх частей; Хиродзи Киётакэ — создатель персонажей для оригинальной игры. Сигэру Миямото, который создал серии игр Mario и Legend of Zelda, не принимал участия в создании Metroid, но был продюсером Metroid Prime и его сиквела.
Серия игр примечательна своей музыкой, композиторами которой были:
- Хирокадзу «Hip» Танака — Metroid, Super Metroid
- Рёдзи Ёситоми — Metroid II: Return of Samus
- Кэндзи Ямамото — Super Metroid, Metroid Prime, Metroid Zero Mission, Metroid Prime 2: Echoes, Metroid Prime 3
- Минако Хамано — Super Metroid, Metroid Fusion, Metroid Zero Mission
- Коти Кёма — Metroid Prime
- Акира Фудзивара — Metroid Fusion

## Другие проекты во вселенной Metroid
На основе Metroid, Super Metroid и Metroid Prime были выпущены комиксы. Самус Аран, а также другие персонажи серии были представлены в комиксах Captain N: The Game Master.
Также в 2016 году в открытом доступе был выпущен неофициальная переделка Metroid 2 под названием AM2R (Another Metroid 2 Remake), разработанный аргентинским программистом Милтоном Гуасти.
В Японии в 1986 г. она в юмористической форме пересказывает сюжет игры Metroid.
Выпущенная в 2002 году короткая серия сборников манги по одноимённой игре, действие которой разворачивается во время детства Самус, а также в более позднее время, вплоть до событий игры Metroid: Zero Mission, которая была выпущена после этой манги. В ней всего 2 тома(16 глав).

## Скоростное прохождение
Игры серии Metroid были популярной целью для скоростного прохождения — в искусстве заканчивать игру в наиболее короткий срок. В дополнение к нелинейному внешнему виду уровней, позволявшему проходить игру разными путями, игры способствовали скоростному прохождению тем, что в конце игры отображали статистику по сбору вещей, затраченному времени и в некоторых частях серии показывали главную героиню в бикини.
Чтобы закончить игру в кратчайшие сроки, игроки использовали ошибки и секреты, позволявшие использовать короткий путь. В игре хватало и того, и другого, как неумышленных ошибок, так и секретов, специально добавленных разработчиками.